# Leopold Mitterbauer
Leopold Mitterbauer (* 3. November 1912 in Laakirchen bei Gmunden; † 29. Juli 1971 in Lanzersdorf) war ein österreichischer Politiker (NSDAP). Nach der Eingliederung Österreichs in das Deutsche Reich war er mehrere Jahre lang Reichstagsabgeordneter.

## Leben und Wirken
Nach dem Besuch der Volksschule und der Bürgerschule absolvierte Mitterbauer eine dreijährige Lehre als Elektriker. Anschließend war er ein Jahr als technischer Zeichner tätig, um schließlich drei Monate als Arbeiter in Belfort zu arbeiten. 
Von 1932 bis Januar 1933 war Mitterbauer arbeitslos. Anschließend arbeitete er von 1933 bis Juli 1934 als selbständiger Kaufmann (Benzin und Öl). Nach dem gescheiterten nationalsozialistischen Putsch gegen die österreichische Regierung Dollfuss wurde Mitterbauer wegen des Verdachts der Täterschaft bei der Ermordung des Gendarmen Josef Lukesch in Haft genommen. Im nachfolgenden Verfahren wurde er wegen Hochverrats zu lebenslangem verschärften Kerker verurteilt. Am 18. Februar 1938 kam er durch eine Amnestie auf freien Fuß.
Nach dem „Anschluss Österreichs“ an das Deutsche Reich wurde Mitterbauer im Mai 1938 Reichstagsabgeordneter im nationalsozialistischen Reichstag, in dem er einer von mehreren Repräsentanten für das Gebiet Österreich war. Darüber hinaus wurde ihm die Stellung des hauptamtlichen Gaupersonalamtsleiters bei der Gauleitung Oberdonau übertragen.
Für die Haft, die er zwischen 1934 und 1938 erlitten hatte, wurde Mitterbauer vom NS-Staat materiell mit 7.000 RM entschädigt. 
Am 22. Mai 1938 beantragte er die Aufnahme in die NSDAP und wurde rückwirkend zum 1. Mai desselben Jahres aufgenommen (Mitgliedsnummer 6.250.316). Er wurde außerdem Mitglied der SA, in der er den Rang eines Obersturmbannführers erreichte.
Mitterbauer wurde auch verdächtigt, sich an der am 15. März 1938 erfolgten Ermordung des Linzer Polizeipräsidenten Dr. Victor Benz sowie des Leiters der Strafanstalt Garsten Dr. Bernegger beteiligt zu haben. Nach dem Zweiten Weltkrieg wurde ein Vorerhebungsverfahren in dieser Strafsache gegenüber vier Personen (Heinz Weidner, Karl Eberhardt, Alfred Neuwirth, Leopold Mitterbauer) eingeleitet. 
Während des Zweiten Weltkrieges amtierte Mitterbauer zeitweise als Generaldirektor bei mehreren Tuchfabriken in Prosniz, Tschechoslowakei. Wegen der Verschiebung von Stoffen wurde er nach der Kriegswirtschafts VO angeklagt und zu drei Jahren Zuchthaus verurteilt; er ging dabei seiner Stellung in der NSDAP verlustig. Ab 1943 war Mitterbauer in Bernau am Chiemsee inhaftiert. 
Nach Kriegsende kam Mitterbauer 1945 in das Kriegsgefangenenlager Glasenbach und konnte erreichen, dass er bei den Amerikanern (C.I.C.) als Fahrer angestellt wurde. Deswegen war es auch schwierig, ihn nach dem Krieg zu vernehmen. 
Am 23. April 1947 wurde vom Landesgericht Linz Haftbefehl gegen Mitterbauer ausgestellt. Die nach dem Krieg wieder aufgenommenen Verfahren (wg. des Verdachts der Ermordung des Gendarmen Lukesch und des Linzer Polizeidirektors Dr. Benz) sind so weit feststellbar im Sande verlaufen.